# Qutb Minar

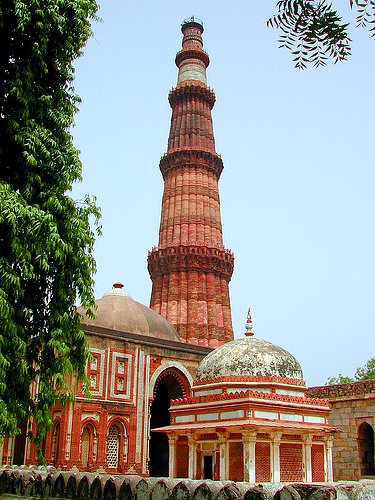
Quṭb Minār

Il Quṭab Minār (Minareto di Quṭb) è il più alto minareto in mattoni del mondo ed è situato nella città di Delhi, nel Distretto sud (Mehrauli).
L'edificio è alto 72,5 metri, il diametro è di 14,3 metri alla base, mentre misura 2,75 metri alla sommità. È composto da cinque piani che si affacciano in altrettante balconate. È il più famoso dei monumenti che compongono il Complesso di Qutb, che nel 1993 è stato inserito nell'elenco dei Patrimoni dell'umanità dell'UNESCO.

## Storia
La costruzione del minareto è stata commissionata, alla fine del XII secolo, dal generale mamelucco afghano Quṭb al-Dīn Aybak, primo Sultano mamelucco di Delhi, da cui prende il nome.

La costruzione fu interrotta al primo piano dopo la morte del Sultano. I successivi tre piani vennero continuati dal suo successore Iltutmish, chiamato anche Altamash. Venne ultimata nel 1230.
Nel 1326 Il Quṭb Minār venne colpito da un fulmine. Muḥammad b. Ṭughlāq effettuò le necessarie riparazioni per i danni causati.

A seguito di un altro fulmine, nel 1368, il minareto fu nuovamente danneggiato. In seguito l'ultimo piano venne sostituito con gli attuali due piani da Firuz Shah Tughlaq.
Nel 1503, dopo un ulteriore danneggiamento da parte di un fulmine, i due piani superiori sono stati riparati ed ampliati da Sikandar Lōdī (o Lōdhī).
A causa di un terremoto, all'inizio del XIX secolo, la cupola che sovrastava la struttura cadde e venne sostituita da una nello stile del tardo Moghul. La differenza di stile era così forte che nel 1848 fu rimossa e ora giace a sud-est del minareto stesso.